# 香住車站

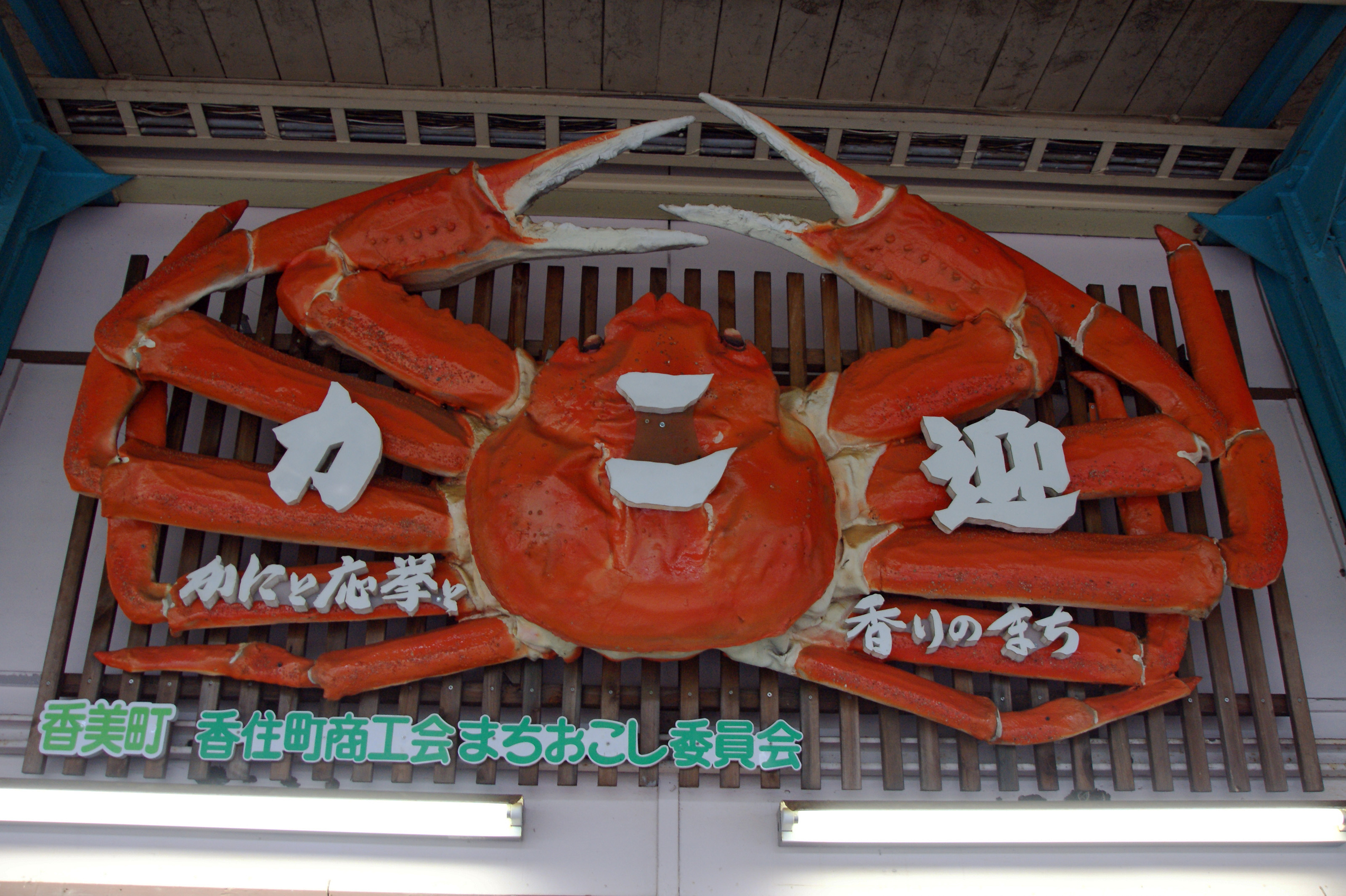
香住車站檢票口上方的水煮松葉蟹造型歡迎看板

香住車站（日语：／ Kasumi eki */?）是由西日本旅客鐵道（JR西日本）所經營的鐵路車站，位於日本兵庫縣美方郡香美町香住區，是JR西日本山陰本線沿線的車站。由近畿統括本部所管轄的香住車站，已在2004年時從直營車站轉移成為由關係企業JR西日本福知山Maintec代為營運的業務委託車站。

## 簡介
香住車站是所在地香美町的主車站，而香美町是地方菜餚水煮松葉蟹知名的產地，因此每年冬天松葉蟹盛產期時，行駛山陰本線上的特急列車「濱風」皆會在本站停靠。但除了冬季之外，在其他季節濱風號每日只有往返各一班列車會在本站停靠。
山陰本線上著名的餘部橋就位於本站與隔鄰的鎧車站之間，由於橋樑設置地點的地形特性有時會有過強的側風吹襲有安全疑慮，導致列車必須停駛。在此情況下香住會成為下行列車的臨時終點站，並以全但巴士（全但バス）所提供的接駁公車串連香住與濱坂兩個車站。

## 車站結構
本站為側式、島式2面3線的地面車站。站舍位於側式的1號月台側，島式的2、3號月台以地下道連絡。閘口與各月台曾為少數仍然設置翻牌式資訊顯示屏，但於2013年3月撤去。此後只在閘口再設置液晶顯示屏發車標。

### 月台配置
| 月台 | 路線     | 方向 | 目的地             | 備註             |
| ---- | -------- | ---- | ------------------ | ---------------- |
| 1    | 山陰本線 | 上行 | 城崎溫泉、豐岡方向 |                  |
| 2    | 山陰本線 | 下行 | 濱坂、鳥取方向     |                  |
| 3    | 山陰本線 | 上行 | 城崎溫泉、豐岡方向 | 一部分的特急列車 |
| 3    | 山陰本線 | 下行 | 濱坂、鳥取方向     | 一部分的普通列車 |

## 相鄰車站
西日本旅客鐵道（JR西日本）
 山陰本線
- 特急「濱風」停車站

■快速
柴山－香住－餘部
■普通
柴山－香住－鎧